# Galium baldense
Galium baldense är en måreväxtart som beskrevs av Spreng.. Galium baldense ingår i släktet måror, och familjen måreväxter. Inga underarter finns listade i Catalogue of Life.